# Adijo pamet
Adijo pamet je drugi studijski album mariborske novovalovske skupine Lačni Franz, izdan pri založbi Helidon v obliki vinilne plošče leta 1982 in v obliki CD-ja leta 2001. Ponavljajoča se tema na albumu je duševno zdravje.
Album je bil leta 1998 uvrščen na 81. mesto lestvice 100 najboljših jugoslovanskih rock in pop albumov v knjigi YU 100: najbolji albumi jugoslovenske rok i pop muzike (na 72. mesto je uvrščen tudi Na svoji strani iz 1986).

## Seznam pesmi
Vse pesmi in vsa besedila je napisal Zoran Predin, razen, kjer je posebej navedeno.
| A stran | A stran        | A stran                           | A stran    | A stran |
| Št.     | Naslov         | Besedilo                          | Glasba     | Dolžina |
| ------- | -------------- | --------------------------------- | ---------- | ------- |
| 1.      | „Vaterpolisti‟ |                                   |            | 3:37    |
| 2.      | „Kurenti‟      |                                   |            | 2:42    |
| 3.      | „Miss Evrope‟  |                                   |            | 2:02    |
| 4.      | „Lent 1980‟    |                                   | Oto Rimele | 2:32    |
| 5.      | „Deklica‟      | Cene Vipotnik • Zoran Stjepanović |            | 2:26    |

| B stran | B stran                  | B stran      | B stran              | B stran |
| Št.     | Naslov                   | Besedilo     | Glasba               | Dolžina |
| ------- | ------------------------ | ------------ | -------------------- | ------- |
| 6.      | „Adijo pamet‟            |              | Stjepanović • Predin | 1:50    |
| 7.      | „Kaj bi mi brez nas‟     |              | Rimele               | 2:33    |
| 8.      | „Gledam samo tvoj obraz‟ |              | Stjepanović          | 2:04    |
| 9.      | „Včasih kak pajac kriči‟ |              | Stjepanović          | 4:00    |
| 10.     | „Za shizofrenike‟        | Bojan Sedmak | Sedmak               | 3:09    |

## Zasedba

### Lačni Franz
- Zoran Predin – vokal
- Mirko Kosi – klaviature
- Oto Rimele – električna kitara
- Damjan Likavec – bobni
- Zoran Stjepanović – bas kitara

### Ostali
- Braco Doblekar – saksofon (B2), konga (B4, B5)
- Boris Bele – produkcija, aranžmaji
- Marjan Paternoster – oblikovanje ovitka
- Aco Razbornik – snemanje